# Oldřich Flosman
Oldřich Flosman (5. dubna 1925 Plzeň – 12. října 1998 Praha) byl český hudební skladatel.
Studoval u Karla Janečka na pražské konzervatoři, do roku 1950 na AMU u Pavla Bořkovce. Poté působil v Armádním uměleckém souboru Víta Nejedlého, v letech 1960–1962 jako umělecký vedoucí a ředitel. Poté měl svobodné povolání, v letech 1972–1989 byl ředitel Ochranného svazu autorského.
Jeho dílo bylo ve své době uznáváno, v roce 1985 byl dokonce vyznamenán titulem národní umělec.

## Ocenění
- 1974 – Státní cena Klementa Gottwalda
- 1975 – vyznamenání Za zásluhy o výstavbu
- 1975 – Řád práce
- 1979 – zasloužilý umělec
- 1985 – národní umělec